# You Make My Dreams
"You Make My Dreams" är en låt av den amerikanska musikduon Hall & Oates, tagen från deras nionde studioalbum Voices från 1980. Låten nådde femteplatsen på Billboard Hot 100 under år 1981. Låten lyckades mellan åren 2008 och 2009 att dra in 154 000 digitala försäljningar, enligt Nielsen SoundScans.
I juni 2024 hade låten sålts i över 1,8 miljoner kopior i Storbritannien, trots att den tidigare aldrig hade varit listad i landet.